# Bağanis Ayrım
Bağanis Ayrım oder Bağanis Ayrum (eingedeutscht Baghanis Ayrum) ist ein in Ruinen liegendes Grenzdorf in der Provinz Qazax von Aserbaidschan.
Bağanis Ayrım liegt im äußersten Nord-Westen Aserbaidschans an der Grenze zu Armenien. Im Zuge armenisch-aserbaidschanischer Auseinandersetzungen um die Region Bergkarabach Ende der 1980er Jahre schossen am 22. März 1990 aserbaidschanische Bauern auf vorbeifahrende Lastwagen und Autos mit armenischen Nummernschildern und verletzten mehrere Personen.
Vier Tage später, am 26. März 1990, kam es im Dorf Bağanis Ayrum zu einer Vergeltungsmaßnahme von armenischer Seite bei der etwa 20 Häuser in Brand gesetzt und 8 aserbaidschanische Zivilisten getötet wurden. Nach Angaben der russischen Tageszeitung Kommersant starben elf Einwohner des Dorfes bei dem Angriff.
Am 19. April 2024 akzeptierte Armenien die Übergabe des Dorfes an Aserbaidschan.